# Acquedotto di Nepi

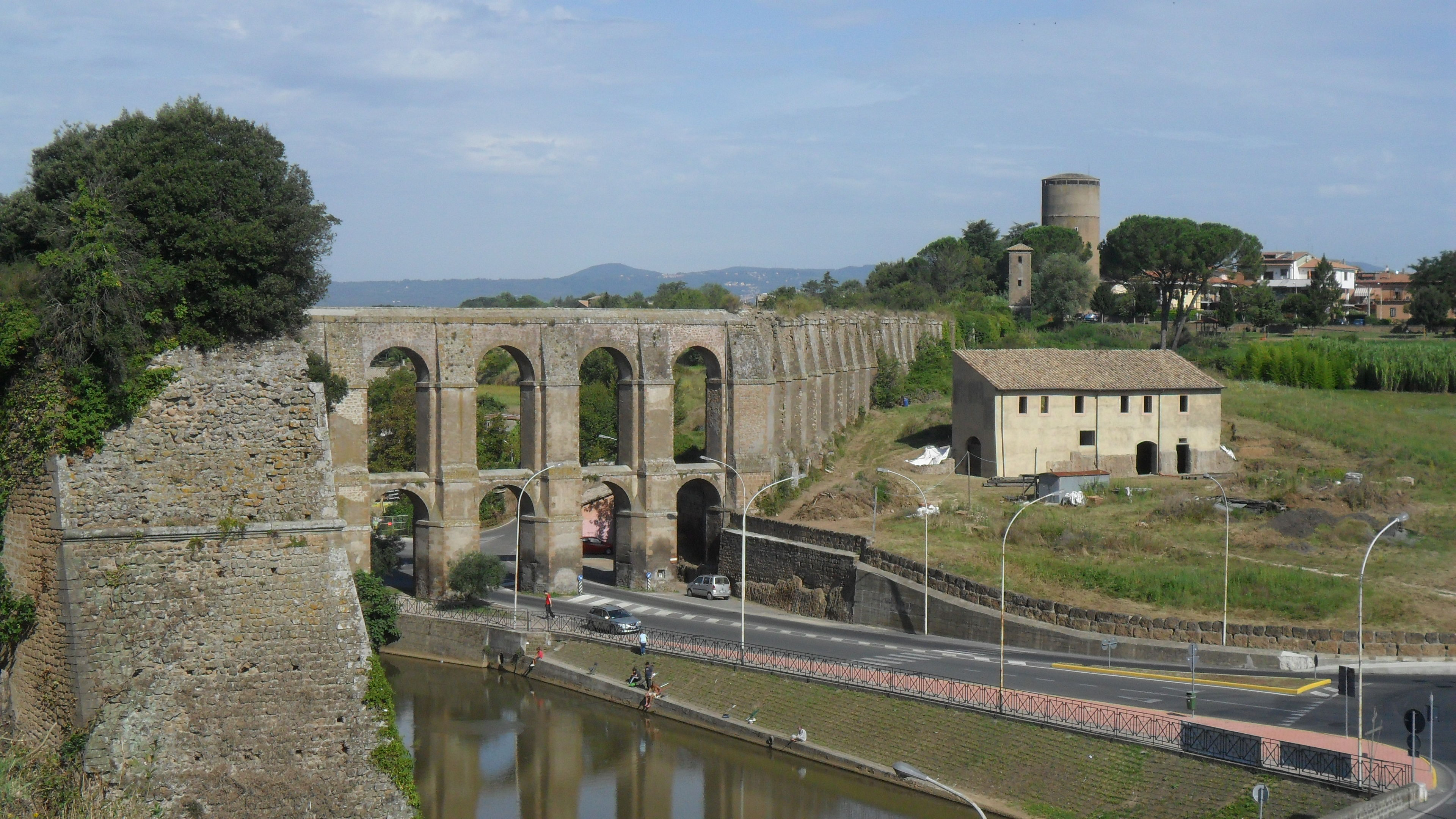
Le arcate nella parte monumentale dell'acquedotto di Nepi.

L'acquedotto di Nepi è un'opera di ingegneria idraulica iniziata nel XVI secolo e portata a termine nel XVIII secolo.

## Storia

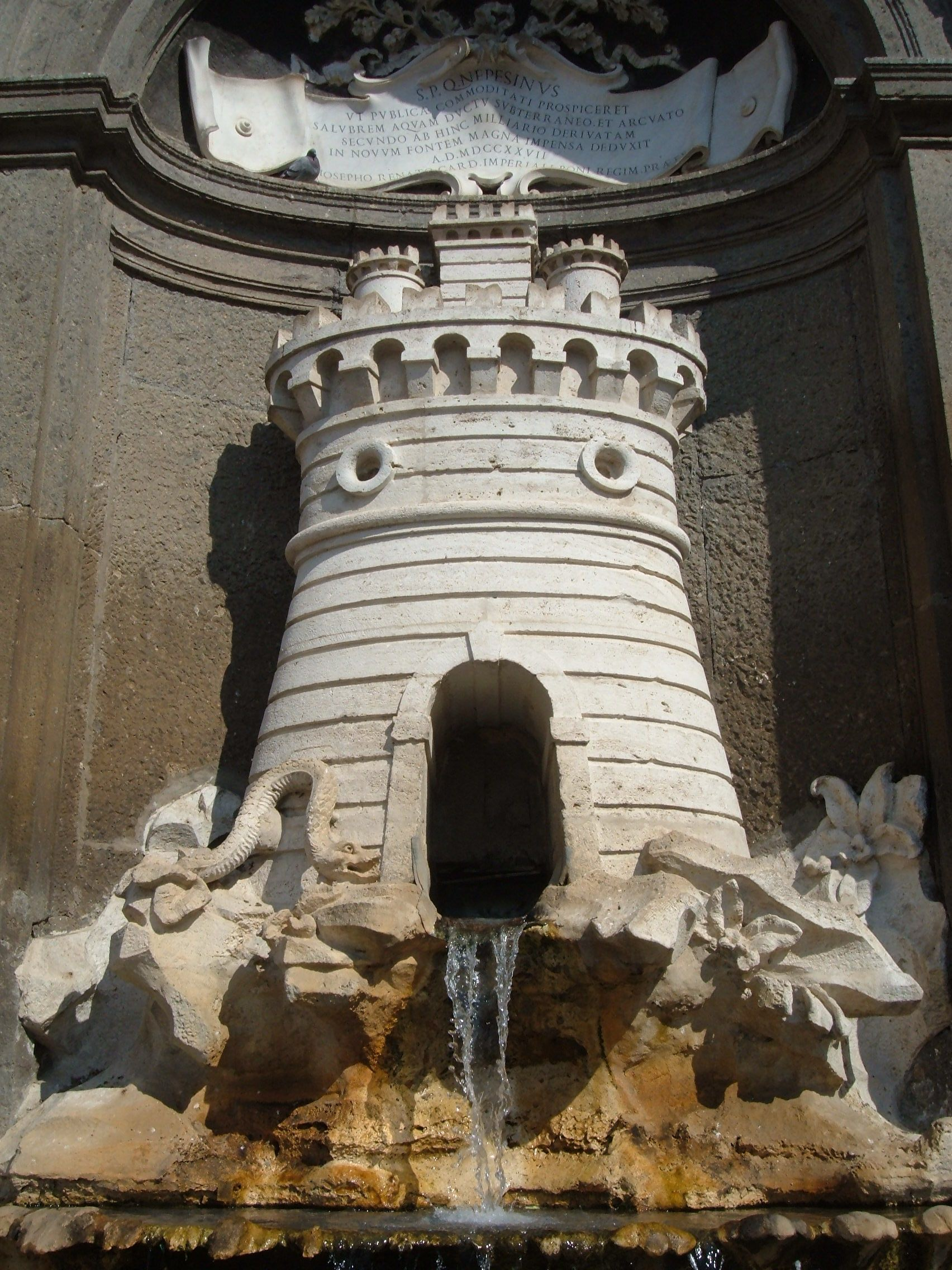
La fontana del palazzo comunale, scolpita nel travertino da Filippo Barigioni nel 1727 come mostra d'acqua a celebrazione del completamento dell'acquedotto.

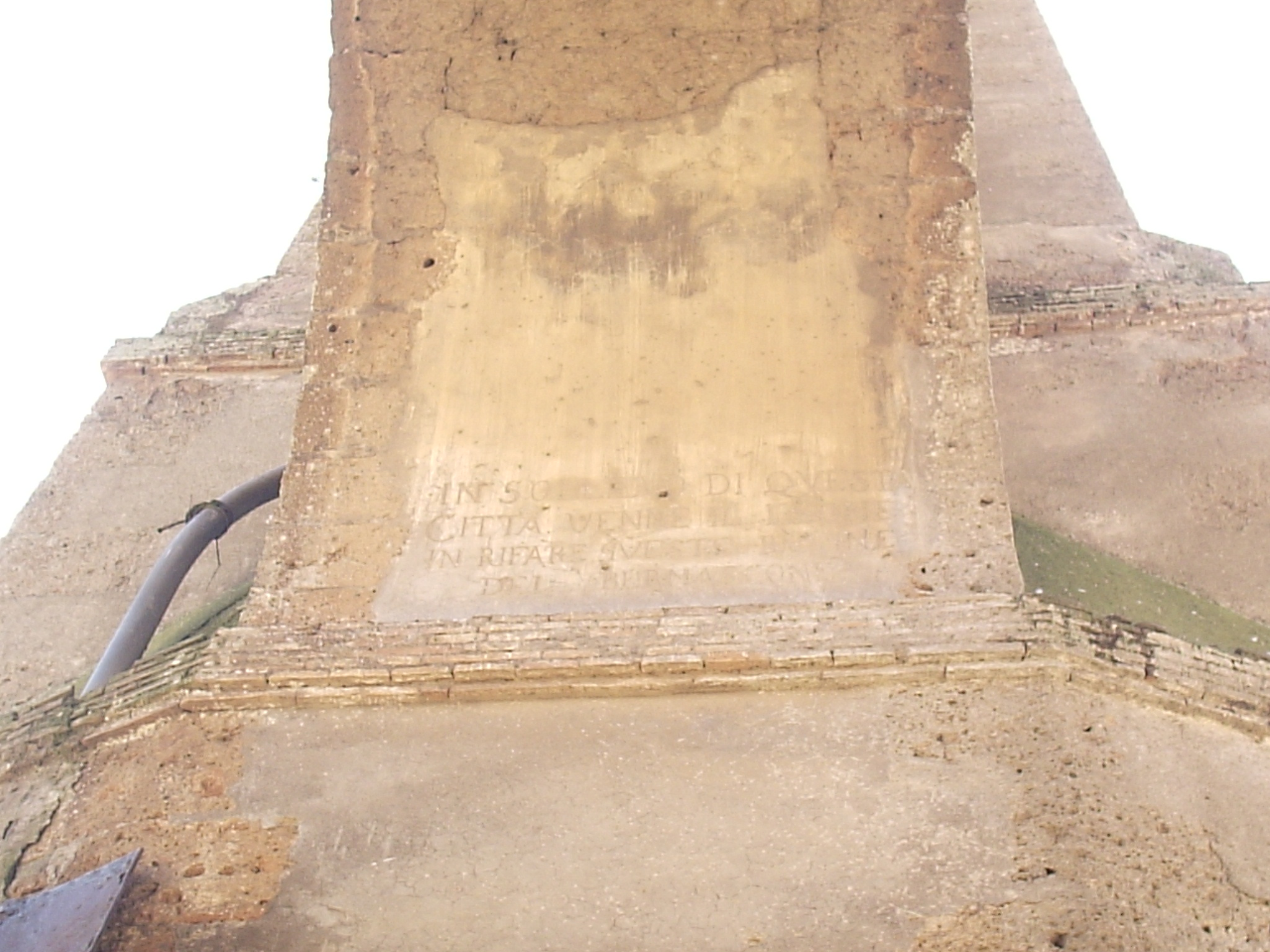
Dettaglio di un intradosso con l'iscrizione graffita.

Il primo tentativo di portare l'acqua all'interno del centro abitato, risale al 1559. Fu scelta la sorgente in località Varano, distante circa tre miglia dall'abitato. Le varie soluzioni improntate, non riuscirono però nell'intento, benché fosse già pronta la fontana da porre al centro della piazza, scolpita dal fiorentino Paolo Cenni, detto il "Ciomba". Tra i numerosi architetti che tentarono, ci fu anche il Vignola. Nel 1673, il cardinal Giulio Spinola, già Vescovo della città, fece portare l'acqua fin sotto le mura, ma il superamento del dislivello che avrebbe permesso di condurre l'acqua all'interno delle fortificazioni era la parte più difficoltosa. Solamente nel 1702, il cardinal Giuseppe Renato Imperiali, fece rielaborare all'architetto Filippo Barigioni e da mastro G. Bernascone i progetti precedenti. Fu quest'ultimo a riuscire nell'intento terminando i lavori nel 1727. Interessante è la scritta graffita sull'intonaco dell'intradosso dell'ultima arcata a nord, che dice: "IN SOLLIEVO DI QUESTA/CITTA' VENNE IL (LEONE?)/IN RIFARE LE RUINE/DEL BERNASCONE". Il nome di colui che probabilmente mise nuovamente mano al progetto risulta ad oggi poco leggibile, ma questa scritta dà la dimensione dell'importanza che all'epoca ebbe il completamento di quest'opera fondamentale, tanto da far coniare una medaglia pontificia per celebrare il completamento dei lavori. Venne deciso quindi di far giungere le condutture in corrispondenza dapprima del piazzale antistante la Rocca, dove fu posta una fontana, probabilmente dello stesso Barigioni ed infine, qualche anno dopo fino in piazza del comune, dove lo stesso scolpì nel travertino la mostra d'acqua, ovvero la fontana che tuttora orna l'arcata centrale del palazzo comunale. Sul sovrastante cartiglio si legge: «S.P.Q.NEPESINUS/UT PUBLICAE COMMODITATI PROSPICERET SALUBREM/AQUAM DUCTU SUBTERRANEO ET/ARCUATO SECUNDO AB HINC/MILIARIO DERIVATAM/IN NOVUM FONTEM MAGNA IMPENSA DEDUXIT/A.D. MDCCXXVII/IOSEPHO RENATO CARD. IMPERIALI BONI REGIMINIS PRAEF.».

## Descrizione

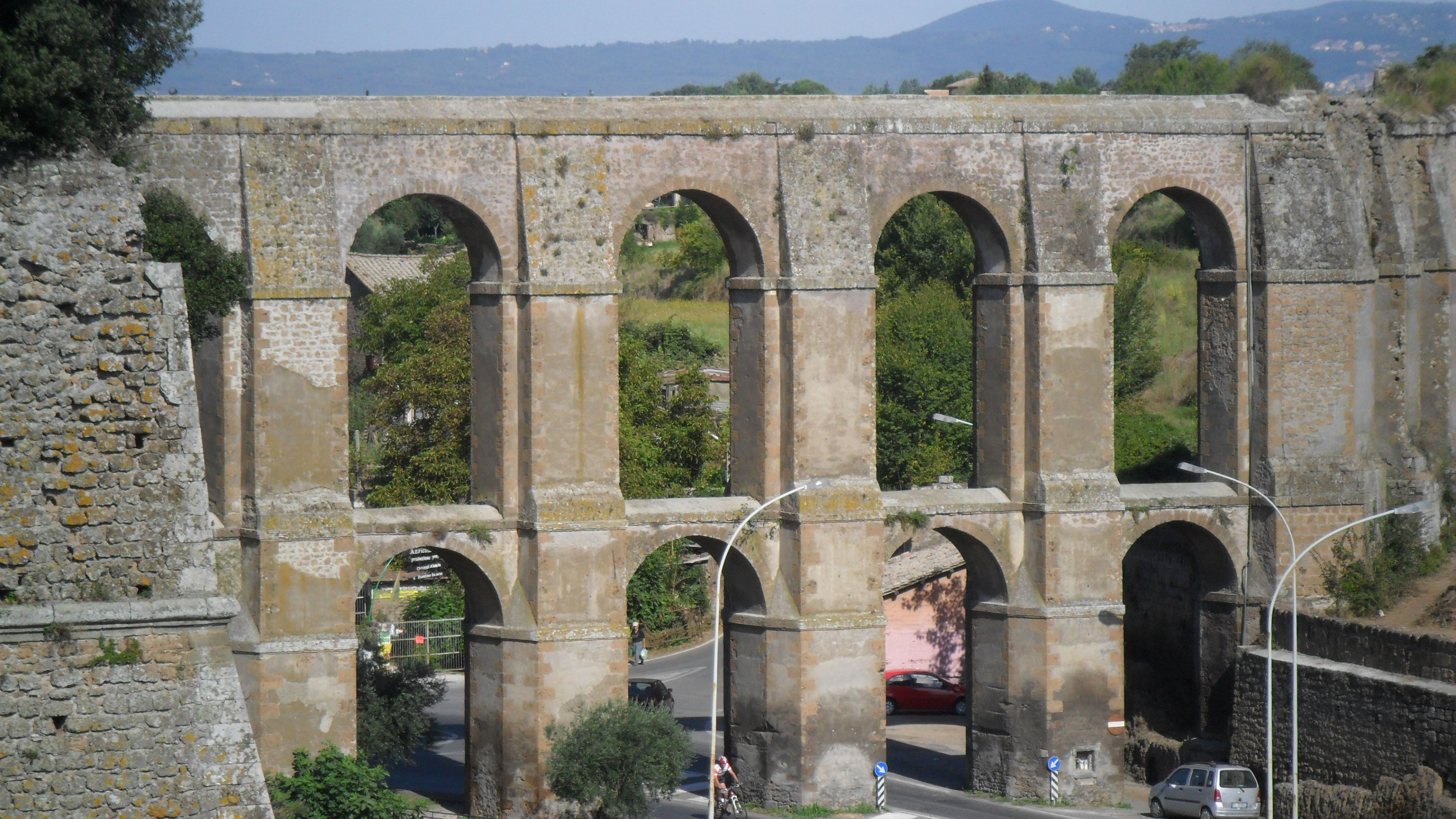
Le arcate nella parte monumentale dell'acquedotto di Nepi.

L'opera nella sua interezza raggiunge una lunghezza all'incirca tre miglia, ovvero la distanza tra la sorgente denominata Varano, meglio conosciuta come "La Botte", posta nell'omonima località, fino alle mura della città. Lungo questo percorso, le condutture sono in prevalenza interrate, mentre in località "Gli archi" per superare un modesto vallone venne costruito un ordine di arcate. Ma certamente la parte più imponente e monumentale, è quella in cui supera il vallone ben più profondo, scavato dal torrente Falisco a ridosso del bastione delle fortificazioni sangallesche, superando le asperità del terreno tramite 36 arcate, con una la lunghezza di 285 metri ed un'altezza massima di circa 20 metri nella parte terminale, dove un doppio ordine di sei fornici portano al livello dell'abitato le condutture. In questa ultima parte, i possenti piloni sono ulteriormente rafforzati da contrafforti, che ne rendono ottagonale la pianta, mentre nell'ordine superiore le strutture si fanno più esili. Le soluzioni architettoniche adottate, squisitamente strutturali, si ispirano agli acquedotti dell'antica Roma. Familiarmente quest'ultimo tratto è conosciuto come gli "archi della Bottata".

## L'acquedotto in pittura e nel cinema
- William Turner, il grande pittore inglese del XIX secolo, durante il suo viaggio in Italia nel 1828, fece diversi schizzi di studio sul suo taccuino delle arcate dell'acquedotto, fogli oggi conservati alla Tate Gallery di Londra.
- Nel suo capolavoro L'armata Brancaleone[3], il regista Mario Monicelli volle come sfondo delle prime scene del film, proprio le suggestive arcate dell'acquedotto di Nepi.
- L'acquedotto appare in alcune scene del film Per grazia ricevuta di Nino Manfredi, girato nel 1971